# Katherine Legge
Katherine Anne Legge (Guildford, 12 de julho de 1980) é uma automobilista profissional inglesa.

## Carreira
Katherine correu nas categorias de kart de 1990 a 1999. Transferiu-se para as competições do tipo Fórmula em 2000 competindo no campeonato de Formula Ford Zetec e tornou-se a primeira mulher a conquistar a pole position na categoria. A partir dai a piloto correu em vários outros campeonatos de renome no cenário automobilístico como o Campeonato Britânico de Fórmula Ford, Campeonato Britânico de Fórmula Renault, Campeonato Britânico de Fórmula 3.
Em 2005, ela teve um bom desempenho na Fórmula Atlantic, nos EUA. A piloto venceu três corridas e terminou na terceira colocação na classificação geral da categoria. Em novembro de 2005, Legge tornou-se a 1ª mulher a fazer testes em um carro de Fórmula 1 desde Sarah Fisher em 2002, quando ela testou no 2º e 3º dias (22 e 23 de novembro) na equipe Minardi na sessão de teste em Vallelunga. Porém não demonstrou bom desempenho. Em 2006 e 2007 correu na Champ Car. Tornou-se a primeira mulher a liderar uma corrida da categoria.
Em 2008, ela passou a competir no DTM.
Entre 2012 e 2013, disputou dez corridas pela IndyCar Series, seu melhor resultado de Katherine foi um 9º lugar no California Speedway e correu 2 Indy 500, em 2012 pela Dragon Racing e em 2013 pela Schmidt Peterson Motorsports.

### Grave acidente
Em setembro de 2006, Legge sofreu um grave acidente na 12ª etapa da Fórmula Mundial, disputada na Road America em Elkhart Lake. A inglesa estava na sexta colocação e faltavam apenas 5 voltas para o fim da corrida quando parte da asa traseira de seu carro quebrou. Katherine perdeu o controle e bateu forte no muro, seu carro partiu-se em vários pedaços. Apesar do forte impacto, Legge teve apenas ferimentos leves nas pernas.
Mais tarde, a inglesa recebeu o prêmio de "Maior Batida de 2006" pelo SPEED Performance Awards.

## Resultados na carreira
| Ano  | Categoria       | Equipe          | Corridas | Vitórias | Pódios | Poles | Abandonos | Classificação | Pontos |
| ---- | --------------- | --------------- | -------- | -------- | ------ | ----- | --------- | ------------- | ------ |
| 2009 | DTM             | Abt Sportsline  | 10       | 0        | 0      | 0     | 6         | 18ª           | 0      |
| 2008 | DTM             | Futurecom-TME   | 11       | 0        | 0      | 0     | 4         | 19ª           | 0      |
| 2007 | Champ Car       | Dale Coyne      | 14       | 0        | 0      | 0     | 9         | 15ª           | 108    |
| 2006 | Champ Car       | KV Racing       | 14       | 0        | 0      | 0     | 3         | 16ª           | 133    |
| 2005 | Toyota Atlantic | Polestar Racing | 12       | 3        | 5      | 0     | 1         | 3ª            | 267    |

## Posição de chegada nas corridas

### Toyota Atlantic
| Ano  | Equipe          | 1     | 2     | 3       | 4       | 5         | 6       | 7     | 8     | 9     | 10     | 11    | 12    | Classificação | Pontos |
| ---- | --------------- | ----- | ----- | ------- | ------- | --------- | ------- | ----- | ----- | ----- | ------ | ----- | ----- | ------------- | ------ |
| 2005 | Polestar Racing | LBH 1 | MTR 5 | POR 1 9 | POR 2 3 | CLE 1 Ret | CLE 2 5 | TOR 6 | EDM 1 | SJO 1 | DEN 17 | ROA 2 | MTL 4 | 3º            | 267    |

### Champ Car
| Ano  | Equipe     | 1     | 2      | 3       | 4       | 5       | 6      | 7       | 8       | 9       | 10      | 11     | 12      | 13      | 14      | Classificação | Pontos |
| ---- | ---------- | ----- | ------ | ------- | ------- | ------- | ------ | ------- | ------- | ------- | ------- | ------ | ------- | ------- | ------- | ------------- | ------ |
| 2006 | KV Racing  | LBH 8 | HOU 14 | MTR 14  | MIL 6   | POR 13  | CLE 8  | TOR Ret | EDM 13  | SJO 12  | DEN 9   | MTL 13 | ROA Ret | SRP Ret | CMX 16  | 16º           | 133    |
| 2007 | Dale Coyne | LVG 6 | LBH 10 | HOU Ret | POR Ret | CLE Ret | MTT 11 | TOR Ret | EDM Ret | SJO Ret | ROA Ret | ZOL 11 | ASN 12  | SRP Ret | CMX Ret | 15º           | 108    |

### DTM (Deutsche Tourenwagen Masters)
| Ano  | Equipe         | 1       | 2       | 3      | 4       | 5       | 6       | 7       | 8       | 9       | 10       | 11       | Classificação | Pontos |
| ---- | -------------- | ------- | ------- | ------ | ------- | ------- | ------- | ------- | ------- | ------- | -------- | -------- | ------------- | ------ |
| 2008 | Futurecom-TME  | HOC1 18 | OSC 17  | MUG 18 | LAU 15  | NOR 15  | ZAN Ret | NÜR Ret | BRH 19  | CAT Ret | FRA 16   | HOC2 Ret | 19º           | 0      |
| 2009 | Abt Lady Power | HOC1 12 | LAU Ret | NOR 12 | ZAN Ret | OSC Ret | NÜR Ret | BRH 15  | CAT Ret | DIJ 16  | HOC2 Ret |          | 18º           | 0      |
| 2010 | Team Rosberg   | HOC1 14 | VAL NL  | LAU    | NOR     | NÜR     | ZAN     | BRH     | OSC     | HOC2    | SHA      |          | 14º           | 0      |